# Virus del sarcoma de Rous
El virus del sarcoma de Rous (RSV) (/ raʊs /) es un retrovirus y es el primer oncovirus que se ha descrito. Causa sarcoma en pollos.
Al igual que todos los retrovirus, transcribe su genoma de ARN en cDNA antes de la integración en el ADN del huésped.

## Historia
El RSV fue descubierto en 1911 por Peyton Rous, trabajando en la Universidad Rockefeller de la ciudad de Nueva York, inyectando extracto de células tumorales de pollo en pollos sanos. Se encontró que el extracto inducía la oncogénesis. 
El tumor estaba compuesto de tejido conectivo (un sarcoma). Por lo tanto, el RSV se conoció como el primer retrovirus oncogénico que podría utilizarse para estudiar el desarrollo del cáncer molecularmente.
En 1958, Harry Rubin y Howard Temin desarrollaron un ensayo en el que los fibroblastos de embrión de pollo podrían ser alterados morfológicamente por la infección con RSV. Dos años después, Temin concluyó que la morfología transformada de las células estaba controlada por una propiedad genética de RSV. En ese momento era desconocida, pero más tarde el gen src fue identificado como responsable de la transformación morfológica en células sanas. Durante los años sesenta, surgieron dos hallazgos: los virus aislados competentes para la replicación estaban relacionados con el RSV, pero no eran transformantes, y una cepa aislada de replicación defectiva de RSV era competente en la transformación. Estos dos hallazgos dieron lugar a la noción de que la replicación viral y la transformación maligna son procesos separados en el RSV.
Rous recibió el Premio Nobel de Fisiología y Medicina por la importancia de su descubrimiento en 1966. Posteriormente, se descubrieron otros virus humanos oncogénicos, como el virus de Epstein-Barr. Además, los oncogenes se encontraron inicialmente en retrovirus y luego en células.

## Estructura y genoma
El RSV es un virus de clase VI con un genoma de ARN de sentido positivo que tiene un mediador de ADN.
El RSV tiene cuatro genes:
- gag - codifica las proteínas de la cápside
- pol - codifica la transcriptasa inversa
- env - codifica el gen de la envoltura
- src - codifica una tirosina quinasa que une grupos fosfato al aminoácido tirosina en proteínas de la célula huésped.

El genoma del RSV tiene repeticiones terminales que permiten su integración en el genoma del huésped y también la sobreexpresión de genes de RSV.

### Gen Src
El gen src es oncogénico, ya que desencadena un crecimiento incontrolado en las células anormales del huésped. Fue el primer oncogén retroviral que se descubrió. Se trata de un gen adquirido, que se encuentra presente en todo el reino animal con altos niveles de conservación entre especies.
El gen src fue absorbido por el RSV e incorporado a su genoma, confiriéndole la ventaja de ser capaz de estimular la mitosis no controlada de las células huésped, proporcionando células abundantes para nuevas infecciones.
El gen src no es esencial para la proliferación del RSV, pero aumenta enormemente su virulencia cuando está presente.
El gen src es una tirosina quinasa implicada en la regulación del crecimiento celular y la diferenciación. Tiene un dominio SH2 y uno SH3, que son responsables de su activación y desactivación.

### ARN estructura secundaria
El genoma de ARN del RSV contiene una región 3'-UTR extremadamente larga que oscila entre 5-7 kb de longitud que normalmente lo dirigiría hacia el decaimiento mediado sin sentido (DMS) dentro de la célula huésped eucariótica. Se ha identificado un elemento de estructura secundaria conservado dentro de la 3'-UTR y se conoce como el Elemento de Estabilidad del Virus del Sarcoma de Rous (RSE). Se ha demostrado que este elemento evita la degradación del ARN viral no unido splicing.

### Proteína gag
Las proteínas gag son necesarias para el ensamble del virión y la infección por el virus maduro de la célula huésped. La proteína gag (Pr76) para RSV contiene 701 aminoácidos. Se escinde por proteasa codificada por virus, liberando productos encontrados en el virión infeccioso. Estos productos escindidos incluyen la matriz (MA), la cápside (CA) y la nucleocápsida (NC), que son capaces de entrar en otras vías para infectar nuevas células.

### Envoltura del RSV
El RSV tiene una envoltura que contiene una glicoproteína: env. Env se compone de gp85 y gp37, que son glicoproteínas que se ensamblan en oligómeros. La función de env es unir el RSV al receptor de la célula huésped e inducir la fusión con la célula diana de una manera independiente del pH. La envoltura se adquiere durante la exocitosis. El virus brota o empuja la membrana plasmática, lo que le permite abandonar la célula con una nueva membrana externa de la célula huésped.

## Ciclo de replicación

### Entrada en la célula
Existen dos formas en que los virus pueden entrar en la célula huésped: endocitosis o fusión del receptor celular. La endocitosis es el proceso en el que el virus se une a un receptor en la membrana celular diana, y el virus se introduce o se endocitosa en la célula. La endocitosis puede ser independiente del pH o dependiente del pH. La fusión ocurre cuando el virus se funde junto con la membrana celular objetivo y libera su genoma en la célula. El RSV entra en la célula huésped a través de la fusión de la membrana de la célula huésped.

### Transcripción
Para que la transcripción del genoma del RSV ocurra, se requiere un cebador. El ARN 4S es el cebador para el RSV y el ARN 70S sirve como plantilla para la síntesis de ADN. La transcriptasa inversa, una ADN polimerasa dependiente de ARN, transcribe el ARN viral en el complemento de ADN de longitud completa.